# سویر (کانزاس)
سویر (به انگلیسی: Sawyer) شهری در ایالت کانزاس کشور ایالات متحده آمریکا است که جمعیت آن در سرشماری سال ۲۰۱۰ میلادی، ۱۲۴ نفر بوده‌است.